# Elastimpex

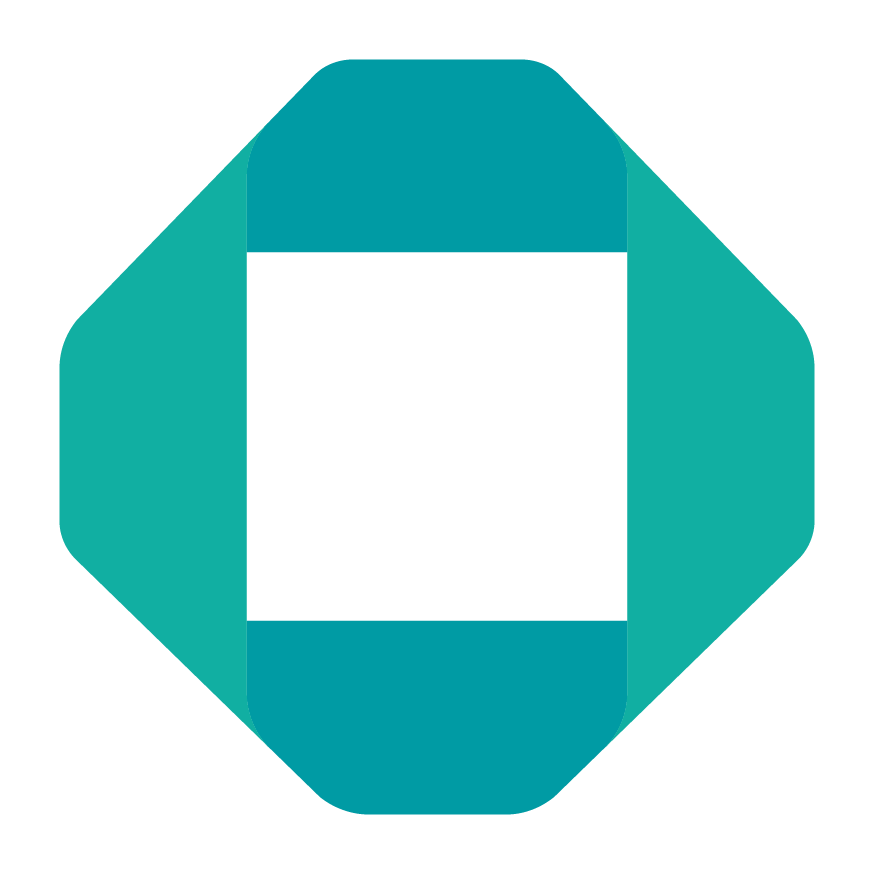
Logo Elastimpex 2015

Elastimpex este o companie producătoare de articole de cauciuc din orașul Târgu Jiu, România. Aceasta a fost înființată în anul 1992 și are ca domeniu de activitate actual producerea și comercializarea benzilor transportoare din cauciuc cu inserție textilă sau metalică și placa și covoarele din cauciuc de uz general.
Cifra de afaceri:
| Anul | 2022      | 2014    | 2013    | 2012    | 2011    | 2010    |
| ---- | --------- | ------- | ------- | ------- | ------- | ------- |
| RON  | 1.843.673 | 902.674 | 671.970 | 855.104 | 641.801 | 650.708 |